# R504公路 (俄羅斯)

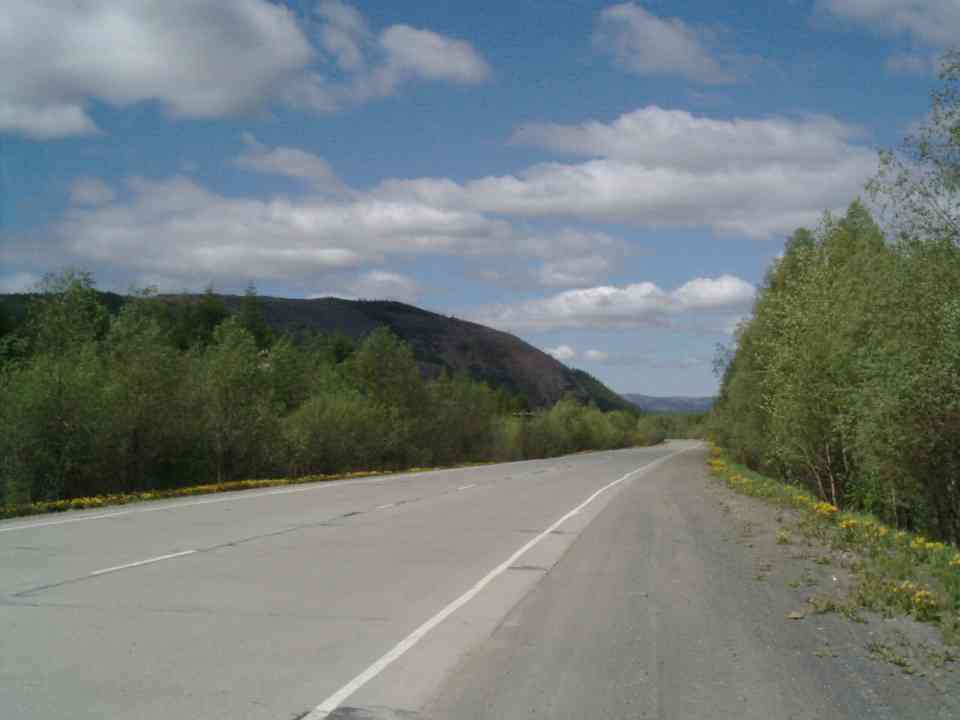
当今的一段公路

科雷馬公路（羅馬化：Kolymskaya trassa），正式名稱是R504聯邦公路科雷馬段（Федеральная автомобильная дорога «Колыма»，羅馬化：Federal'naya avtomobil'naya doroga "Kolyma"），是俄羅斯的一條幹線公路，同時也是科雷馬地區唯一的公路，連接馬加丹和下別斯佳赫，全長2,032公里，於下別斯佳赫接續勒拿公路。

## 路線
科雷馬公路是俄羅斯遠東地區現時主要的高速公路之一。連接雅庫特和馬加丹地區，是薩哈（雅庫特）共和國東部、馬加丹地區西部和中部唯一的核心道路，並提供通往太平洋沿岸的通道。
這條路始於下別斯佳赫，毗鄰勒拿公路，途經漢德加、烏斯季涅拉、阿爾特克、卡德克昌、蘇蘇曼、亞戈德諾耶等城鎮，結束於馬加丹。科雷馬高速公路途中有一處分岔點，分為南線和北線，南線主要位在雅庫特境內（丘別梅-托姆托爾-庫拉納赫薩拉-卡德克昌），路途較北線短，是歷史悠久道路，建造時間比現有道路要早得多，但在1970年代後已逐漸被遺棄。北線為現行主要道路，位於馬加丹地區境內（帕拉特卡-烏斯季奧姆丘格-布爾什維克）。

## 歷史

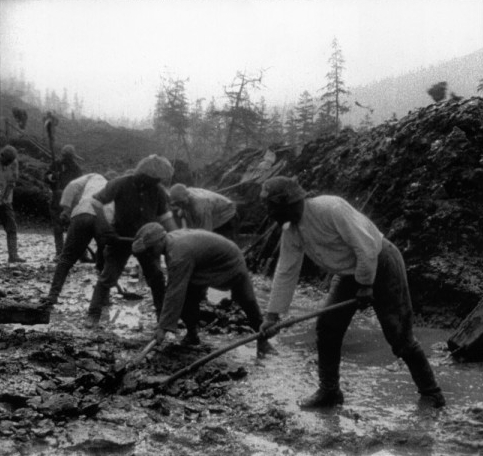
正在修建過河橋樑的工人們

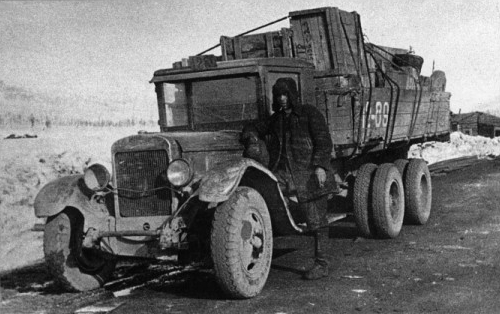
1938年，一輛ZIS-6在建設中的科雷馬公路上

隨著1920年代採礦業的發展，蘇聯在雅庫特和科雷馬開始建立地方道路網絡。1931年11月，遠北建築信託成立，其中一項任務便是使用囚犯建設科雷馬公路。
該公路始建於1932年，並於1953年落成。興建時動用了大量的古拉格政治犯興建，因氣候嚴寒，導致死傷無數，故又被稱為屍骨之路（дорога на костях）。
這條道路是古拉格中最寒冷、死亡率最高以及最遙遠的勞改營。據各種估計，在道路建設期間，約有25萬至100萬人死亡。而許多人被葬於道路一旁或直接埋在道路下方。

### 事故
2020年，兩名俄羅斯年輕男子使用Google地圖導航，誤入舊路線（即南線），隨後汽車於托姆托爾大概100公里外的廢棄村莊庫拉納赫-薩拉附近，在約-50°C的環境下拋錨，其中一人被凍死，而另一人則四肢被凍傷。

## 名人
參與建設科雷馬公路的，除了普通犯人，也有政治犯，亦含括了許多蘇聯各方面的精英，下表為曾參與其中的名人：
- 謝爾蓋·帕夫洛維奇·科羅廖夫：蘇聯火箭工程師
- 瓦爾拉姆·吉洪諾維奇·沙拉莫夫：蘇聯作家、詩人